# Лон-Пайн (Миннесота)
Лон-Пайн (англ. Lone Pine) — тауншип в округе Айтаска, Миннесота, США. На 2010 год его население составило 410 человек. Тауншип был организован из безымянного тауншипа 56 с, 22 з.

## География
По данным Бюро переписи населения США площадь тауншипа составляет 95,6 км², из которых 85,0 км² занимает суша, а 10,6 км² — вода (11,08 %).
Через тауншип проходит скоростная автомагистраль  US 169.

## Население
В 2010 году на территории тауншипа проживало 410 человек (из них 52,7 % мужчин и 47,3 % женщин), насчитывалось 199 домашних хозяйств и 135 семьи. На территории города было расположено 199 построек со средней плотностью 2,3 построек на один квадратный километр суши. Расовый состав населения: белые — 96,3 %, коренных американцы — 0,5 %, две или более других рас — 3,2 %.
Население города по возрастному диапазону по данным переписи 2010 года распределилось следующим образом: 16,6 % — жители младше 21 года, 57,8 % — от 21 до 65 лет и 25,6 % — в возрасте 65 лет и старше. Средний возраст населения — 56,2 года. На каждые 100 женщин в Лон-Пайне приходилось 111,3 мужчин, при этом на 100 совершеннолетних женщин приходилось 106,5 мужчин сопоставимого возраста.
Из 199 домашнего хозяйства 67,8 % представляли собой семьи: 60,3 % совместно проживающих супружеских пар (9,0 % с детьми младше 18 лет); 4,5 % — женщины, проживающие без мужей, 3,0 % — мужчины, проживающие без жён. 32,2 % не имели семьи. В среднем домашнее хозяйство ведут 2,06 человека, а средний размер семьи — 2,50 человека. В одиночестве проживали 30,2 % населения, 15,1 % составляли одинокие пожилые люди (старше 65 лет).
В 2014 году из 318 человек старше 16 лет имели работу 151. В 2014 году медианный доход на семью оценивался в 69 375 $, на домашнее хозяйство — в 55 833 $. Доход на душу населения — 34 731 $ в год.